# Habronestes toddi
Habronestes toddi là một loài nhện trong họ Zodariidae.
Loài này thuộc chi Habronestes. Habronestes toddi được Vernon Victor Hickman miêu tả năm 1944.